# Беллфлавер (Іллінойс)
Беллфлавер (англ. Bellflower) — селище (англ. village) в США, в окрузі Маклейн штату Іллінойс. Населення — 346 осіб (2020).

## Географія
Беллфлавер розташований за координатами 40°20′26″ пн. ш. 88°31′33″ зх. д. / 40.34056° пн. ш. 88.52583° зх. д. (40.340654, -88.525852).  За даними Бюро перепису населення США в 2010 році селище мало площу 0,95 км², уся площа — суходіл.

## Демографія
Згідно з переписом 2010 року, у селищі мешкало 357 осіб у 145 домогосподарствах у складі 104 родин. Густота населення становила 376 осіб/км².  Було 173 помешкання (182/км²).
Расовий склад населення:
| - 99,7 % — білих - 0,3 % — чорних або афроамериканців |

До двох чи більше рас належало 0,0 %. Частка іспаномовних становила 0,3 % від усіх жителів.
За віковим діапазоном населення розподілялося таким чином: 21,8 % — особи молодші 18 років, 65,6 % — особи у віці 18—64 років, 12,6 % — особи у віці 65 років та старші. Медіана віку мешканця становила 40,3 року. На 100 осіб жіночої статі у селищі припадало 106,4 чоловіків;  на 100 жінок у віці від 18 років та старших — 109,8 чоловіків також старших 18 років.
Середній дохід на одне домашнє господарство  становив 57 056 доларів США (медіана — 52 604), а середній дохід на одну сім'ю — 64 699 доларів (медіана — 56 500). За межею бідності перебувало 12,1 % осіб, у тому числі 28,4 % дітей у віці до 18 років та 9,3 % осіб у віці 65 років та старших.
Цивільне працевлаштоване населення становило 178 осіб. Основні галузі зайнятості: освіта, охорона здоров'я та соціальна допомога — 23,0 %, транспорт — 17,4 %, роздрібна торгівля — 11,2 %, виробництво — 8,4 %.